# Amboasary
Pour l’article homonyme, voir Amboasary (Moramanga).
Amboasary est un village de la région d'Anosy dans le sud de Madagascar, situé au bord  du fleuve Mandrare.

## Personnalités
- Georges-André Klein, artiste peintre (1901-1992), y séjourna et y peignit en 1958, y rencontrant Victoire qui devint son épouse.